# Albert Gomes

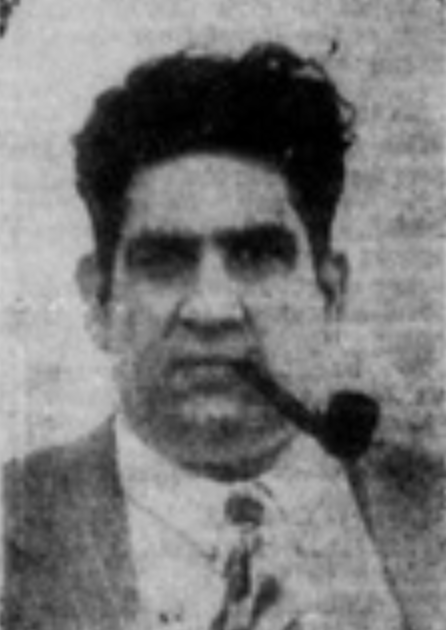
Albert Gomes (1950)

Albert Maria Gomes (* 26. März 1911 in Port of Spain; † 13. Januar 1978 in London) war ein trinidadischer Politiker, Gewerkschaftsführer und Verleger. Er gilt als zeitweise wichtigster Politiker seines Landes und Wegbereiter einer eigenständigen trinidadischen Kultur und insbesondere Literatur, ist heute jedoch weitgehend vergessen.

## Leben

### Frühe Jahre
Gomes wurde am 26. März 1911 im Port of Spainer Stadtteil Belmont geboren. Die Insel Trinidad, auf der Port of Spain liegt, war zu diesem Zeitpunkt britisch und zwölf Jahre zuvor mit der nahegelegenen Insel Tobago zur Kolonie Trinidad und Tobago zusammengelegt worden. Gomes’ Eltern waren beide portugiesischer Abstammung. Sein Vater Francisco Timotio stammte aus Madeira, sein Familienname war ursprünglich d'Abreau. Ein Halbbruder Franciscos, Antonio Gomes, hatte von Madeira kommend auf Trinidad ein erfolgreiches Geschäft aufgebaut. Francisco migrierte 1892 ebenfalls nach Trinidad, um Antonio zu unterstützen, sah sich dort aber wegen seines abweichenden Nachnamens Gerüchten über eine uneheliche Abstammung ausgesetzt. Er änderte deshalb seinen Nachnamen in Gomes – derlei Namensänderungen aus sozialen Gründen waren im kolonialen Trinidad durchaus üblich. Francisco arbeitete sich zum Inhaber mehrerer Geschäfte hoch, unter anderem einer Apotheke. Die Familie von Alberts Mutter Clara war bereits 1878 von Nevis oder Antigua nach Trinidad migriert.
Albert Gomes besuchte die Pamphylian High School in Port of Spain und studierte von 1928 bis 1930 am City College of New York Journalismus. Anschließend kehrte er nach Trinidad zurück. Dort heiratete er seine Jugendliebe Zillah Diaz.

### Kulturelles Engagement
Gomes war in den 1930er-Jahren Mitglied einer Keimzelle kulturell und politisch interessierter Trinidadier, die die politische Entwicklung der Kolonie nachhaltig prägten. Neben Gomes waren dies primär Ralph de Boissière, C. L. R. James und Alfred Mendes; Treffen fanden bei Mendes zu Hause statt. 1931 gründete Gomes das Literaturmagazin The Beacon (auf Deutsch etwa Der Leuchtturm), eines der ersten in Trinidad. Das von März 1931 bis November 1933 monatlich erschienene Magazin sorgte für einige Kontroversen. Es vertrat militante Positionen der Arbeiterklasse und druckte Beiträge von radikalen Intellektuellen wie de Boissière, James oder Mendes ab. Der Beacon trat auch für eine kulturelle Eigenständigkeit schwarzer und, damals ein Novum, indischstämmiger Trinidadier ein und propagierte einheimische Kunstformen wie den Calypso, der bis dahin als Musikgattung der Unterschicht galt. Finanziert wurde das Magazin durch Gomes’ Vater, der aber 1933 seine Einstellung bewirkte und Albert zwang, in seiner Apotheke zu arbeiten. Zu dieser Zeit war Albert auch mit diversen trinidadischen bildenden Künstlern wie Sybil Atteck, Carlisle Chang oder Boscoe Holder befreundet. Er konnte in der Folge eine Anstellung beim eher konservativen Trinidad Guardian ergattern. Privat engagierte er sich in der Arbeiterbewegung und organisierte das trinidadische Büchereiwesen. Er schrieb auch selbst Gedichte und Kurzgeschichten, war aber laut Mendes „eher Polemiker als Schriftsteller“.

### Politische Karriere
In den 1930er-Jahren trat Gomes der Negro Welfare, Cultural and Social Association (NWA) bei, einer international vernetzten, gewerkschaftsähnlichen Gruppe, die für die Rechte von Arbeitern eintrat. 1937 brachen in Trinidad die Butler Riots aus, auf Aktivitäten des Arbeiterführers Uriah Butler zurückgehende Aufstände, die von der Polizei brutal niedergeschlagen wurden. In der Folge entschied sich die britische Kolonialverwaltung, Gewerkschaften in Trinidad zuzulassen, um die bis dahin unreglementierten Arbeitergruppierungen besser kontrollieren zu können. Bis Februar 1939 waren sechzehn Gewerkschaften registriert. Gomes engagierte sich ab 1937 in der Trinidad and Tobago Union of Shop Assistants and Clerks und wurde rasch zu ihrem Präsidenten. 1938 wechselte er zur Federated Workers’ Trade Union (FWTU) und wurde auch dort zum Präsidenten gewählt.
Unter dem Eindruck der Butler Riots kandidierte Gomes 1938 für den Rat der Stadt Port of Spain (city council), nachdem dort ein Sitz vakant geworden war, und wurde gewählt und im Anschluss bei zwei weiteren Wahlen wiedergewählt. Er geriet dabei häufiger mit Bürgermeister Arthur Cipriani aneinander, der eigentlich auch der Arbeiterbewegung nahestand, aber zusätzlich der öffentlichen Ordnung verpflichtet war. Am 31. Oktober 1940 stritten sich die beiden beispielsweise im Rat über die Nutzung des Woodford Square für politische Demonstrationen, Cipriani verwies Gomes des Saals, letzterer legte sich flach auf den Boden und musste – Gomes wog zu diesem Zeitpunkt etwa 150 kg – von Polizisten aus dem Saal getragen werden, den er direkt wieder betrat, woraufhin er erneut herausgetragen werden musste.
Den Beginn des Zweiten Weltkriegs nutzte die trinidadische Kolonialregierung als Anlass, das Gewerkschaftswesen einzuschränken; unter anderem bemühte sich die Regierung, Gewerkschaftertreffen unter freiem Himmel zu verbieten, und sie presste den Gewerkschaften die Zusage ab, während des Krieges nicht zu streiken. Gomes und der FWTU-Funktionär Quintin O’Connor waren die beiden führenden Köpfe der Arbeiterbewegung, die sich den repressiven Maßnahmen entgegenstellten. Die Regierung bemühte sich unter Berufung auf das Kriegsrecht um eine Inhaftierung der beiden, ließ aber letztendlich von diesem Plan ab. Gomes gab zu dieser Zeit die Zeitung The People heraus, die er regelmäßig nutzte, um Zensurmaßnahmen zu umgehen und die Regierung zu provozieren.

“I deliberately cultivate dissent because I know it renews vision and purpose. Conformity, on the other hand, implies the ageing process.”

Im April 1945 starb Gomes’ großer Widersacher Cipriani, und in der im Juli folgenden Nachrückerwahl wurde Gomes in den Legislativrat (legislative council) der Kolonie gewählt, wobei er in seinem Wahlkreis in Port of Spain den im Rest der Kolonie deutlich populäreren Butler schlug. Einer seiner ersten Redebeiträge war der vielbeachtete Vorschlag, die britischen Kolonien unter den Westindischen Inseln zu einer Föderation zusammenzufassen. In Trinidad war Gomes der prominenteste Fürsprecher dieses Konzepts, das zehn Jahre später zur Gründung der Westindischen Föderation führte.
1946 wurden in Trinidad das allgemeine Wahlrecht eingeführt und Parteien zugelassen. Gomes wurde erneut in den Legislativrat gewählt, diesmal nicht als unabhängiger Kandidat, sondern für die West Indian National Party (WINP). Darüber hinaus wurde er in den Exekutivrat (executive council) gewählt und gehörte damit der Regierung der Kolonie an. Gomes war einer der wesentlichen Organisatoren einer im August 1947 im jamaikanischen Montego Bay abgehaltenen Konferenz von führenden Politikern der britischen Westindischen Inseln, bei der die Möglichkeit der Gründung einer Föderation besprochen wurde. Gomes war dabei der Leiter der trinidadischen Delegation. Im selben Jahr reichte er einen Entwurf für eine Verfassungsreform ein, um den Legislativrat umzubilden. Dieser bestand bis dahin aus neun gewählten und neun von der Kolonialmacht ernannten Mitgliedern sowie dem Gouverneur, so dass die Regierung im Zweifelsfall stets eine Mehrheit hatte. Gomes’ Entwurf sah eine Ausweitung auf 18 gewählte und neun ernannte Mitglieder sowie den Gouverneur vor. Der Vorschlag wurde vom Secretary of State for the Colonies angenommen. In den späten 1940er-Jahren setzte sich Gomes erfolgreich für eine Aufhebung der in den 1930er-Jahren eingeführten Zensurbestimmungen für Calypsonians ein.
Bei den Wahlen 1950 trat Gomes für die von ihm gegründete Party of Political Progress Groups (POPPG) an, die als wirtschaftsfreundlich galt, mit der Mittelschicht assoziiert wurde und für eine westindische Föderation eintrat. Im Rahmen der Wahl wurde die Butler Party von Arbeiterführer Uriah Butler stärkste Kraft. Da die gewählten Politiker aber im kolonialen Verwaltungssystem nur 70 % des Wahlkomitees zum Exekutivrat der Kolonie stellten und zudem keine einheitliche Position vertraten, konnte Gouverneur Hubert Rance den Wahlsieger Butler bei der Regierungsbildung übergehen – Gomes wurde Minister für Arbeit, Industrie und Handel wurde and agierte faktisch als Chief Minister.
Gomes’ größtes Verdienst dieser Legislaturperiode war die Industrialisierung Trinidads. Die britischen Kolonialregierungen der Karibik unterbanden Investitionen in den Aufbau von Industrie und förderten stattdessen mit Hilfe von Abnahmegarantien den Agrarsektor. Trinidad bildete teilweise eine Ausnahme, bedingt durch den Ölsektor sowie in geringem Umfang durch industrielle Produktion von Lebensmitteln, die während des Zweiten Weltkriegs für die Versorgung der im Rahmen des Zerstörer-für-Stützpunkte-Abkommens auf Trinidad stationierten US-Armee geschaffen wurde. Gomes erließ 1950 die „Aid to Pioneer Industries Ordinance“, eine Verordnung, die Investoren Einkommenssteuererleichterungen, gesenkte Zölle und schnellere Genehmigungsverfahren versprach, wenn sie in definierte Schlüsselindustrien investierten. Das Programm wurde von späteren Regierungen übernommen und war ein finanzieller und wirtschaftspolitischer Erfolg, jedoch wurden die neu geschaffenen Arbeitsplätze durch wegfallende Arbeitsplätze in der Agrarwirtschaft überkompensiert. Gomes unternahm im Amt zahlreiche Reisen ins Ausland, um Handelsabkommen zu verhandeln und Investoren zu werben. Ein populärer Scherz dieser Zeit lautete „What is Trinidad’s biggest export? – Albert Gomes“, wobei sich „big“ sowohl auf Gomes’ Bedeutung als auch auf sein Körpergewicht beziehen kann. 1951 gewährte Gomes den seit 1917 verbotenen Shouter Baptists, einer synkretistischen Bewegung, die Christentum und schwarzafrikanische Riten vereinte, Religionsfreiheit. Das Datum der Aufhebung der „Shouter Prohibition Ordinance“ von 1917 ist heute in Trinidad und Tobago ein offizieller Feiertag.
Gomes hoffte, seine Popularität bei den Wahlen 1955 nutzen zu können, unterschätzte dabei aber, dass seine wirtschaftsfreundliche Regierungstätigkeit ihn schleichend von seiner Anhängerschaft in der Arbeiterbewegung entfremdet hatte. Das Angebot des Legislativratsmitglieds Ranjit Kumar (Butler Party), eine weitere Reform des Legislativrats auszuarbeiten, schlug er aus, weil er für den Fall einer verbindlichen Gründung eines Reformkomitees eine Verschiebung der Wahlen befürchtete. Das Komitee kam ohne ihn zustande und reformierte die Zusammensetzung des Legislativrats, allerdings mussten dadurch die Wahlen tatsächlich auf 1956 verschoben werden.
Mittlerweile hatte der Unabhängigkeitsgedanke Trinidad im Griff, und Gomes schlug teils offene Feindseligkeit seitens der schwarzen Wähler entgegen. Es gab Störungen seiner Auftritte und Angriffe gegen sein Haus und seine Familie; die Polizei versorgte ihn mit Personenschutz und einer Waffe. Bei den Wahlen 1956 errang das erst im Januar desselben Jahres gegründete, nationalistische People’s National Movement (PNM) des späteren ersten Premierministers von Trinidad und Tobago, Eric Williams, einen klaren Sieg; Williams wurde neuer Chief Minister. Gomes’ POPPG gewann keinen einzigen Sitz. Er selbst sah sich in der Folge anhaltender, scharfer Kritik seitens Williams ausgesetzt. Gomes zog sich temporär aus der Politik zurück.
Mit der Gründung der Westindischen Föderation 1958 betrat er nochmals die politische Bühne. Für die Democratic Labour Party (DLP) trat er bei den ersten allgemeinen Wahlen der Föderation an und gewann seinen Wahlkreis; insgesamt gewann die DLP sechs von zehn trinidadischen Sitzen im Parlament der Föderation. Wahlsieger war jedoch die West Indies Federal Labour Party, deren trinidadischer Repräsentant die PNM war. Mit dem Auseinanderbrechen der Föderation 1961 endete Gomes’ politische Karriere endgültig.

### Letzte Jahre
Gomes verließ Trinidad 1962 und siedelte nach England über, wo er sich in Molesey bei London niederließ. Er trat in Surrey in den öffentlichen Dienst ein. Privat wandte er sich wieder der Literatur zu. 1974 veröffentlichte er seine Autobiographie, Through a Maze of Colour. 1978 folgte ein Roman, All Papa’s Children, der die portugiesische Community in Trinidad thematisiert und autobiographische Züge trägt. Vier weitere Romane, The Country Bumpkin, East Dry River, Between Extremities und The Governor’s Servant, wurden nie veröffentlicht und gelten als verschollen.
1974 ging Gomes in Rente. Er starb am 13. Januar 1978 an Magenkrebs. Mit seiner Frau Zillah († 1988) hatte er 14 Kinder.

## Einordnung
In der ersten Hälfte des 20. Jahrhunderts zählten Weiße in Trinidad im Regelfall zur Oberschicht. Dies galt allerdings primär für Weiße britischer oder französischer Abstammung, Weiße portugiesischer Abstammung hatten selten Zugang zu lukrativen Berufen und wurden von den britisch- und französischstämmigen Trinidadiern nicht als gleichwertig akzeptiert. Gomes’ Vater gehörte als Geschäftsinhaber der Mittelschicht an, die Familie lebte aber im Stadtteil Belmont, der schon damals eher als von Schwarzen geprägtes Armenviertel galt. Albert Gomes grenzte sich entgegen der Wünsche seiner Eltern nicht von seiner Umgebung ab, sondern identifizierte sich mit ihr, was die Initialzündung für sein späteres Engagement für die Arbeiterklasse darstellte.
Die 1930er-Jahre waren in Trinidad eine Zeit gesellschaftlicher Umwälzungen. Die arbeitsintensive Plantagenwirtschaft war im Niedergang und Gegenstand politischer Reglementierung durch die Kolonialmacht, gleichzeitig boomte die ebenfalls arbeitsintensive Ölwirtschaft, die für die Kolonie große Bedeutung hatte, aber schlechte Arbeitsbedingungen bot. Ein Eintreten für bessere Arbeitsbedingungen ging automatisch mit einer Konfrontation mit der Kolonialverwaltung einher, so dass die führenden Köpfe der trinidadischen Unabhängigkeitsbewegung zum größten Teil der Arbeiterbewegung entstammten.

## Wirkung und Bewertung

### Zeitgenössische Bewertung
Von zahlreichen Weggenossen, insbesondere radikalen Unabhängigkeitsbefürwortern wie den späteren PNM-Politikern Patrick Solomon und Victor Bryan, wurde der Eintritt Gomes’ in den Exekutivrat als Wendepunkt seiner Karriere gesehen. Durch den Eintritt in das Regierungsorgan habe er sich selbst in seinem Eintreten für Verfassungsreformen behindert.
Der US-amerikanische Reiseschriftsteller Wenzell Brown hielt 1947 fest, dass Gomes „das Idol der Calypsonians“, gleichzeitig aber auch Zielscheibe ihres Spotts gewesen sei.

### Posthume Bewertung
Der Historiker Michael Anthony bezeichnete Gomes als „eine der prominenten politischen Figuren Trinidads“. Insbesondere zwischen 1937 (Butler Riots) und 1956 (Wahlsieg Williams’) habe Gomes große Popularität genossen und sei zeitweise das politisch mächtigste Regierungsmitglied gewesen. Zu Beginn seiner Karriere im Stadtrat von Port of Spain sei er allerdings auch als eines der ungestümtesten Mitglieder aller Zeiten aufgefallen. Anthony erklärte Gomes’ Popularitätsverlust zwischen 1950 und 1956 damit, dass die trinidadische Emanzipationsbewegung sich zunehmend für den Gedanken einer kompletten Unabhängigkeit Trinidads erwärmt habe, während Gomes am Konzept einer westindischen Föderation festhielt und seine Position damit marginalisierte. Als die Föderation tatsächlich zustande kam, habe Gomes bereits keine signifikante Rolle mehr gespielt. Sein politischer Sargnagel sei die Verschiebung der Wahlen von 1955 auf 1956 gewesen; in den dazwischenliegenden Monaten habe Williams’ Popularität eruptionsartig zugenommen.
Der Historiker Brinsley Samaroo ordnete Gomes als „zwischen zwei Welten Gefangenen“ ein – einerseits sei er eine „Attraktion der High Society“ gewesen, andererseits habe er sich durch seine Kindheit in Belmont und seine Erfahrungen mit Alltagsrassismus während seiner Zeit in den Vereinigten Staaten mit der „schwarzen Seele“ identifiziert und sich zeitlebens für kulturelle Ausdrucksformen und religiöse Gruppierungen der schwarzen Trinidadier eingesetzt.
Die Historikerin Bridget Brereton bewertet Gomes als „wichtige Figur“ des trinidadischen Gewerkschaftswesens der 1930er-Jahre. Zwischen 1946 und 1956 sei er sogar der einflussreichste trinidadische Politiker gewesen. Abseits der Politik habe er durch seinen stetigen Einsatz für offiziell verpönte kulturelle Eigenheiten Trinidads wie Calypso, die Steelbands und Minderheitenreligionen sowie durch seine verlegerische Arbeit eine kulturelle „Avantgarde der (trinidadischen) Nachkriegs-Renaissance“ gebildet, die der eigenständigen Literatur Trinidads mit Autoren wie V. S. Naipaul oder Samuel Selvon den Weg geebnet habe. Auch die Sprachwissenschaftlerin Jo-Anne Ferreira sieht Gomes gemeinsam mit Ralph de Boissière, C. L. R. James und Alfred Mendes als die „großen Wegbereiter“ trinidadischer Literatur.
Der Schriftsteller und Verleger Jeremy Taylor charakterisiert Gomes als „cholerisch, leidenschaftlich, stur und neugierig“. Ihm zufolge hatte Gomes mit dem Beacon das „lebhafteste literarische und politische Magazin (herausgebracht, das) Trinidad je gesehen hat“. Es habe „einer Pioniergeneration von Schriftstellern das Selbstvertrauen gegeben, authentische westindische Settings, Charaktere und Sprache zu verwenden“. In politischer Hinsicht sei Gomes keiner bestimmten Ideologie gefolgt, sondern habe aus einer grundlegenden Sympathie für Benachteiligte heraus agiert. Taylor subsumierte, dass Gomes mit seinem Weggang aus Trinidad 1962 aus dem nationalen Bewusstsein verschwunden sei. Er werde heute in Trinidad höchstens als gescheiterter Opportunist gesehen, der „seine Radikalität abwarf, sobald er einen Hauch von Macht spürte“. Taylor selbst kommt zu einem gänzlich anderen Urteil und sieht Gomes als tragische Figur. Der Wendepunkt seiner bis dahin sehr erfolgreichen Karriere sei der Beitritt zum Executive Council gewesen, der ihn das Vertrauen seiner Basis gekostet habe. Hätte er aber abgelehnt, wäre ihm der Vorwurf gemacht worden, eine Veränderung des Systems nicht wenigstens versucht zu haben. Gomes sei zu diesem Zeitpunkt außerdem der stetigen Oppositionsrolle überdrüssig gewesen und habe sich in seiner Rolle als „Außenseiter“ des Politikbetriebs unwohl gefühlt.

## Werk
- Through a Maze of Colour. Key Caribbean Publications, Port of Spain 1974.
- All Papa’s Children. Cairi Publishing House, London 1978, ISBN 0-906403-00-6.